# Élections générales espagnoles de 1977 dans les îles Canaries
Les élections générales espagnoles de 1977 se sont tenues le 15 juin 1977.

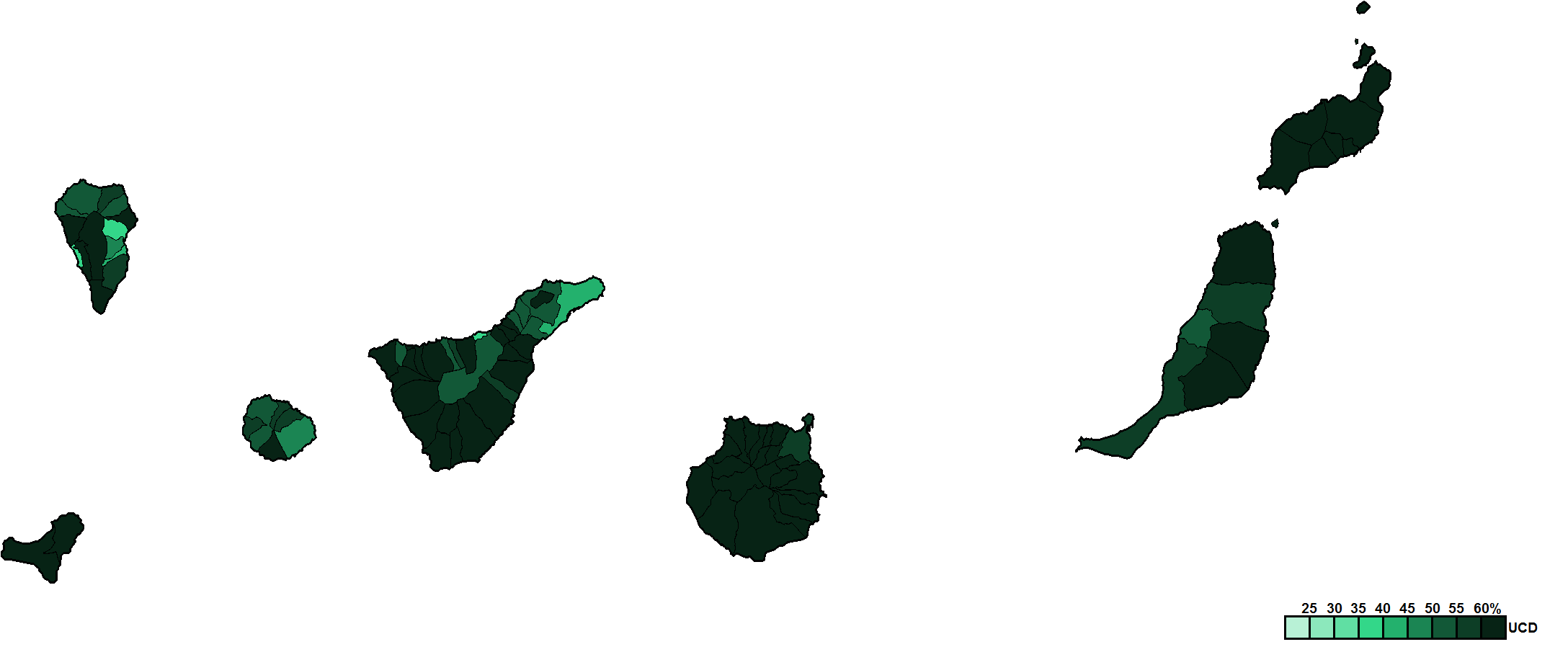
Résultats par municipalité.